# Stade Gaulois de Tunis
L'Stade Gaulois de Tunis fou un club de futbol tunisià de la ciutat de Tunis. Va ser fundat l'any 1911.

## Palmarès

### Futbol
- Lliga tunisiana de futbol[4]
  - 1923, 1924, 1927

- Copa tunisiana de futbol[5]
  - 1925, 1927, 1937

### Basquetbol
- Lliga tunisiana de basquet masculina
  - 1940 (critérium), 1949, 1951, 1957
- Copa tunisiana de basquet masculina
  - 1950, 1952
- Lliga tunisiana de basquet femenina
  - 1956, 1957, 1958

### Voleibol
- Campionat d'Àfrica del Nord de voleibol masculí
  - 1952

### Rugbi
- Lliga tunisiana de rugbi
  - 1923, 1924, 1925, 1926, 1927, 1928, 1929, 1930
- Campionat d'Àfrica del Nord de rugbi
  - 1928, 1929, 1930